# 자르간스
자르간스(독일어: Sargans)는 스위스 장크트갈렌주에 있는 도시이다. 자르간스는 구스위스 연방 결성 전부터 있던 자르간스 성으로 알려져있으며, 신성 로마 제국의 그라프 중 하나인 자르간스 백작령이기도 했다.

## 역사
이 지역에는 신석기 시대 정착의 흔적이 있다. 기원전 270년 알레만니족의 침입으로 로마 시대의 중요한 사유지가 파괴되었다. 사르간은 중세 초기에 로어 래티아의 일부로 남아있었고, 중세 성기에 알레만계 화자들에 의해 로만슈어가 점차 대체되었다.
성 카시우스에게 헌정된 교회는 9세기에 언급된다. 자르간스는 12세기부터 베르덴베르크 카운티 영토의 일부였으며, 13세기 후반에 별도의 베르덴베르크-자르간스(Werdenberg-Sargans) 라인이 수립되었다. 성은 12세기에 처음 지어진 것으로 추정되며, 1282년에 처음 언급되었다. 자르간스 마을은 13세기에 성 주변에서 성장했다.
자르간스는 11세기에 Senegaunis로 언급된다. 표면상 765년으로 거슬러 올라가는 de Senegaune이라는 이전 언급이 16세기 사본에 남아 있다. 1248년에는 Sanegans로, 1264년에는 Sangans로, 1332년에는 Santgans로 언급되었다. 현대 철자는 16세기로 거슬러 올라간다. 이름의 어원은 알려져 있지않다. San-은 ‘수문’ Saar의 영향으로 Sar-로 변경된 것으로 보인다. 자르간스라는 이름을 "거위"(독일어 Gans)와 연결하는 인기 있는 어원은 빠르면 15세기까지 거슬러 올라갈 수 있다.
1406년부터 도시와 성을 결합한 요새가 건설되었다. 1445년에는 성이 아닌 마을이 구스위스 연방에 의해 함락되어 불탔다. 1456년 백작이 시민이 제출할 3명의 후보자 목록에서 슐트타이스(Schultheiss)를 선택하는 데 동의했을 때 이 도시는 자치권을 제한적으로 받았다. 1483년에 베르덴베르크-자르간스의 백작 위르크(Jürg)는 15,000 라인길더(금화의 한 종류)를 받고 스위스 연방에 군을 매각해야 했다. 이때부터 1798년까지 성은 스위스 리브스가 있는 곳이었다. 이 도시는 1490년에 다시 불탔다. 1501년에 구스위스 연방은 자르간스의 도시 권리를 확인하고, 칠일장에 권리를 부여했다.
시의 문장은 15세기로 거슬러 올라간다. 자르간스라는 이름의 민속적 어원에서 따온 거위를 보여주는 캔팅(canting)이다. 자르간스 카운티의 역사적인 국장은 하늘색 세마리 숭어였다.
1798년에 자르간스는 헬베티아 공화국에 있었던 린트주의 멜스구의 일부가 되었다. 1803년에 장크트갈렌주에 통합되었다. 1811년에 대부분의 도시가 화재로 파괴되었다.
자르간스는 1859년에 지어진 쿠어와 취리히, 그리고 콘스탄스 호수를 연결하는 철도 노선의 교차점에 있다. 비엔나로 가는 노선은 1884년에 추가되었다. 자르는 기차역 건설을 위해 1858년에 처음 운하를 건설했고, 1978년에 A3 - A13 고속도로 교차로 건설을 위해 다시 운하를 건설했다. 자르간스는 대부분 산업화의 영향을 받지 않았다. 곤젠 철광산은 1966년에 폐쇄되었다.

## 지리
자르간스의 면적은 2006년 기준으로 9.5k㎡이다. 이 면적 중 38.4%가 농업용으로 사용되고 35.2%가 산림이다. 나머지 토지 중 20.2%는 정착지(건물 또는 도로)이고 나머지(6.2%)는 불모지(강 또는 호수)이다.
자르간스는 자르간서란트 발크라이스(Wahlkreis)의 수도이고, 곤젠산 기슭에 자리잡고 있다. 시정촌의 동쪽 경계는 라인강과 리히텐슈타인이다. 라인강과 제츠 계곡의 교차점에 위치하기 때문에 자르간스는 전략적으로나 상업적으로나 오랫동안 중요했다. 이곳은 자르간스 마을과 필트(Vild), 라텔(Ratell), 프로트(Prod), 스플레(Splee), 리이트(Riet), 파브(Farb), 퇴벨리(Töbeli) 및 시베펠바트(Schwefelbad)의 작은 마을로 구성된다.

### 기후
자르간스는 연간 평균 142.2일의 비 또는 눈이 내리며 평균 강수량은 1,325mm이다. 가장 습한 달은 8월로 이 기간 동안 자르간스는 평균 153mm의 비나 눈이 내린다. 이달의 평균 강수량은 14.3일이다. 강수량이 가장 많은 달은 6월로 평균 14.5일이지만 비 또는 눈의 양은 136mm에 불과하다. 일년 중 가장 건조한 달은 10월이며 14.3일 동안 평균 강수량이 82mm이다.

## 인구통계
자르간스의 인구(2020년 12월 31일 기준)는 6,213명이다. 2007년 기준으로 전체 인구의 약 22.0%가 외국인이다. 2000년 기준 외국인 인구는 독일 34명, 이탈리아 126명, 구 유고슬라비아 432명, 오스트리아 38명, 터키 50명, 기타 228명이다. 지난 10년 동안 인구는 7.3%의 비율로 증가했다. 2000년 기준으로 대부분의 인구는 독일어(87.0%)를 사용하며, 세르비아-크로아티아어가 두 번째로 많이 사용(3.2%), 이탈리아어가 세 번째(2.1%)로 사용된다.  스위스 공용어(2000년 기준) 중 4,146명이 독일어를 사용하고, 18명이 프랑스어, 102명이 이탈리아어, 22명이 로만슈어를 할 수 있다.
2000년 기준 자르간스의 연령 분포는 다음과 같다. 522명의 어린이(인구의 11.0%)가 0~9세이고 592명의 청소년(12.4%)이 10~19세이다. 성인 인구 중 594명(인구의 12.5%)이 20~29세이다. 749명(15.7%)은 30~39세, 738명(15.5%)은 40~49세, 610명(12.8%)은 50~59세이다. 고령자 분포는 456명(인구의 9.6%)이 60세 이상이다. 69세는 70~79세가 339명(7.1%), 80~89세가 139명(2.9%), 90~99세가 26명(0.5%)이다.
2000년에는 654명(인구의 13.7%)이 개인 주택에 혼자 살고 있었다. 자녀가 없는 부부(기혼 또는 약혼)의 일부인 1,108명(또는 23.3%)과 자녀가 있는 부부의 일부인 2,555명(또는 53.6%)이 있었다. 한부모 가정에 거주하는 사람은 267명(5.6%)이었으며, 한부모 또는 양부모와 함께 거주하는 성인 자녀가 27명, 친척으로 구성된 가구에 거주하는 사람이 25명, 혈연이 아닌 사람, 110명이 시설에 수용되었거나 다른 유형의 공동 주택에 거주하고 있다.
2007년 연방 선거에서 가장 인기 있는 정당은 35.2%의 득표율을 기록한 SVP였다. 다음으로 가장 인기 있는 세 정당은 CVP (21.7%), SP (19.4%), FDP (13.5%)였다.
자르간스에서는 인구의 약 68.8%(25-64세 사이)가 비필수 고등교육 또는 추가 고등교육(대학 또는 응용학문대학)을 완료했다. 자르간스의 전체 인구 중 2000년 기준으로 1,079명(인구의 22.6%)이 이수한 최고 교육 수준은 초등 교육, 1,870명(39.2%)이 중등 교육을 이수하고, 477명(10.0%)이 졸업했다. 고등 교육을 받은 경험이 있으며 236명(5.0%)은 학교에 다니지 않는다. 나머지는 이 질문에 대답하지 않았다.
역사적 인구는 다음 표에 나와 있다.
| 년도 | 인구  |
| ---- | ----- |
| 1800 | 680   |
| 1850 | 907   |
| 1900 | 931   |
| 1950 | 2,075 |
| 1960 | 2,571 |
| 1970 | 4,058 |
| 2000 | 4,765 |

### 종교

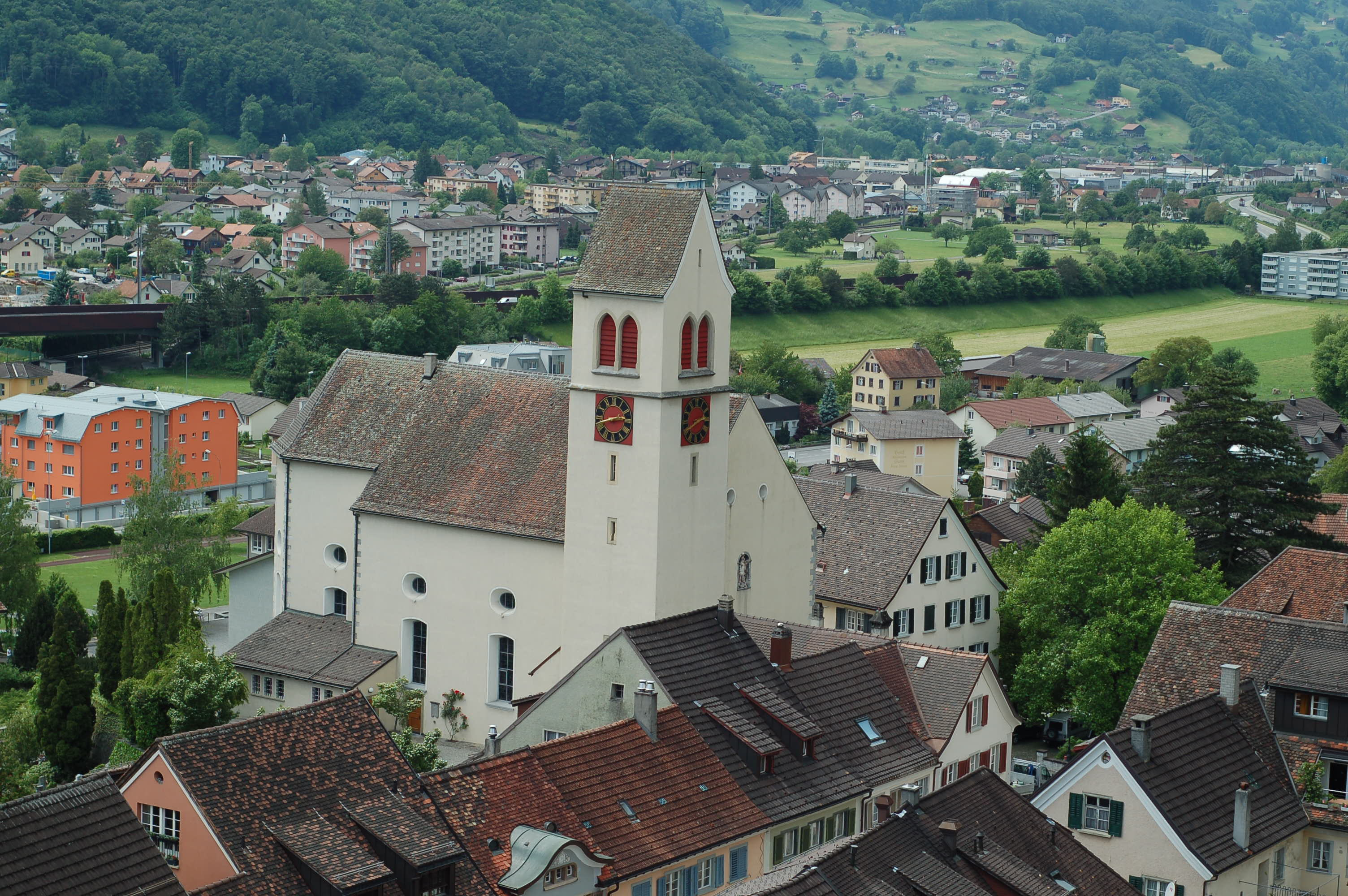
자르간스의 마을 교회

2000년 인구 조사에 따르면 3,001명(63.0%)이 로마 가톨릭 신자이고 843명(17.7%)이 스위스 개혁 교회에 속해 있다. 나머지 인구 중 크리스찬 가톨릭 교회 신자는 4명(인구의 약 0.08%), 정교회는 132명(인구의 약 2.77%), 다른 기독교 교회에 속한 53명의 개인(또는 인구의 약 1.11%)이다. 유대인은 4명(인구의 약 0.08%) 이고 이슬람교인은 265명(인구의 약 5.56%)이다. 인구 조사에 등재되지 않은 다른 교회에 속한 75명의 개인(또는 인구의 약 1.57%), 교회에 속하지 않은 218명(또는 인구의 약 4.58%), 불가지론 또는 무신론자였고, 170명의 개인(인구의 약 3.57%)은 질문에 대답하지 않았다.

## 경제
2007년 현재 자르간스의 실업률은 1.75%이다. 2005년 기준으로 1차 경제 부문에 79명이 고용되어 있고, 이 부문에 약 29개 기업이 참여하고 있다. 1,171명의 사람들이 2차 부문에 고용되어 있고, 이 부문에 58개의 기업이 있다. 1,791명의 사람들이 3차 부문에 고용되어 있으며, 이 부문에는 218개의 기업이 있다.
2009년 10월 현재 평균 실업률은 3.9%이다. 지방 자치 단체에는 310개의 기업이 있었고, 그중 57개는 경제의 2차 부문에 관련되어 있었고, 227개는 3차 부문에 관련되어 있었다.
2000년 기준으로 994명의 거주자가 지방 자치 단체에서 일했으며 1,493명의 거주자가 자르간스 외부에서 일했으며, 1,893명이 일을 위해 지자체로 통근했다.

## 국가중요문화재

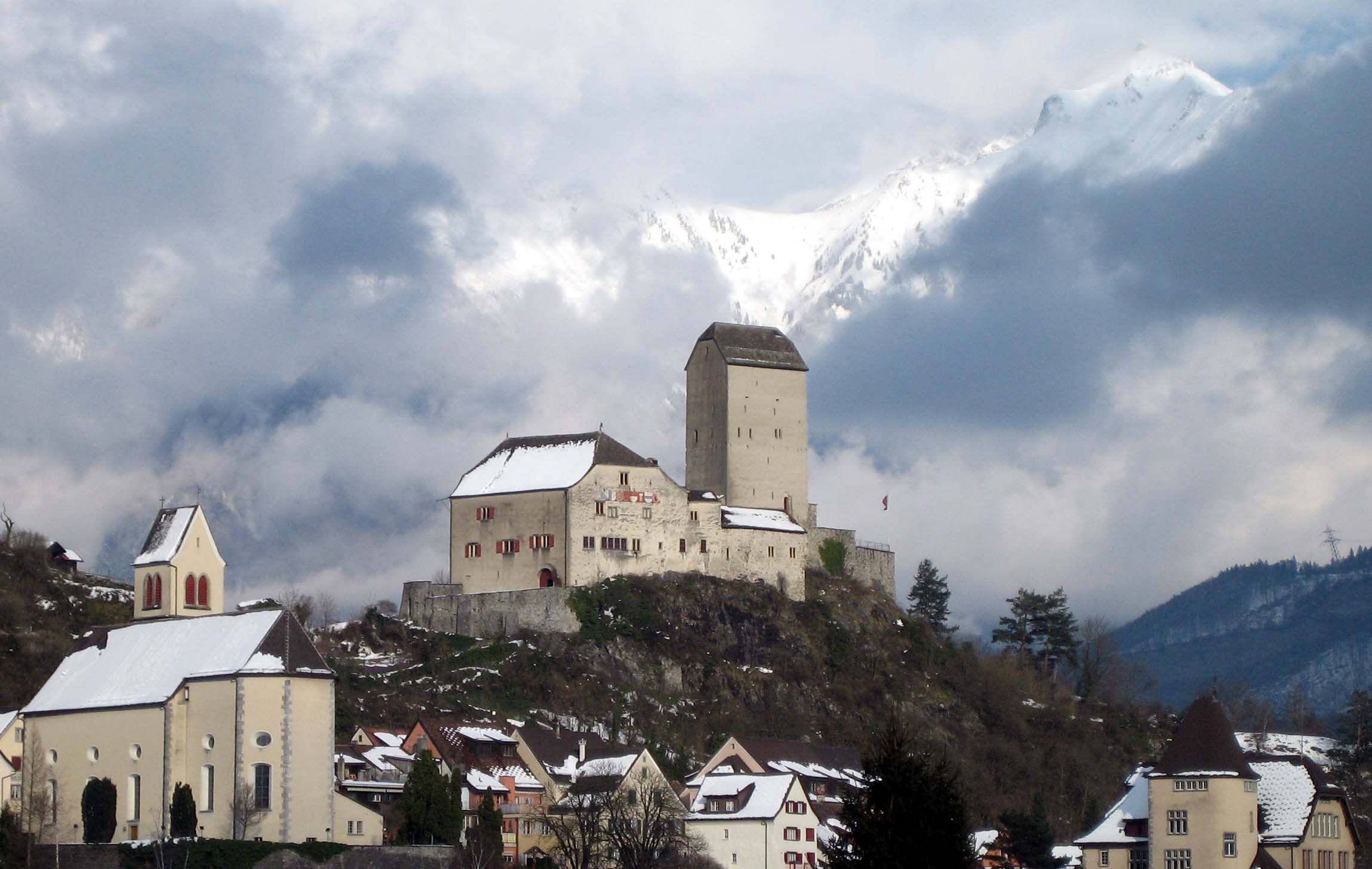
자르간스 성

지역 광산 작업과 자르간스성은 모두 국가적으로 중요한 스위스 문화유산으로 등재되어 있다.

## 교통
자르간스는 A3 고속도로에 있다. 자르간스는 중요한 지역 교통수단이다. 북쪽으로 장크트갈렌, 동쪽으로 쿠어와 티치노, 오스트리아로 향하는 기차는 모두 자르간스를 통과한다. 리히텐슈타인으로 향하는 버스도 자르간스에서 출발한다.